# Israjel Militosjan
Israjel Militosjan (armenisch Իսրայել Միլիտոսյան, russisch Исраел Николаевич Милитося́н / Israel Nikolajewitsch Militosjan, englisch Israel Militosyan; * 17. August 1968 in Leninakan, Armenische SSR, Sowjetunion) ist ein ehemaliger sowjetischer und armenischer Gewichtheber.

## Sportliche Karriere
Militosjans internationale Karriere fing 1987 an. Bei den Europameisterschaften konnte er mit 335,0 kg den zweiten Platz hinter Michail Petrow im Leichtgewicht bis 67,5 kg belegen. Zu den Weltmeisterschaften im selben Jahr reichte die gleiche Leistung für den dritten Platz hinter Petrow und Andreas Behm.
1988 trat Militosjan bei seinen ersten Olympischen Spielen in Seoul für die Sowjetunion an und wurde mit 337,5 kg Zweiter hinter Joachim Kunz mit 340,0 kg. Im Reißen konnte Militosjan einen olympischen Rekord mit 155,0 kg aufstellen.
1989 gewann Militosjan bei den Europa- und Weltmeisterschaften in Athen. Beide Veranstaltungen waren in einem Wettkampf ausgetragen worden. Mit einem Weltrekord von 160,0 kg im Reißen und 187,5 kg im Stoßen, konnte Militosjan mit 10 kg Abstand auf den Bulgaren Joto Jotow gewinnen, der 337,5 kg erzielte.
1990, 1991 und 1992 wurde Militosjan jeweils Vizeeuropameister hinter Jotow. Auch bei seinen letzten erfolgreichen Weltmeisterschaften 1991 in Donaueschingen verwies Jotow ihn auf Platz zwei, allerdings nur aufgrund des höheren Körpergewichts, da beide 345,0 kg erzielten.
Bei den Olympischen Spielen 1992 in Barcelona trat Militosjan nun für das Vereinte Team an. Dort konnte er Jotow endlich wieder schlagen und gewann olympisches Gold im Leichtgewicht bis 67,5 kg. Er erzielte mit 155,0 kg im Reißen und 182,5 kg im Stoßen 337,5 kg im Zweikampf.
1994 gewann Militosjan bei den Europameisterschaften in Sokolov Gold im Reißen in der neuen Klasse bis 70 kg. Danach trat er noch bei den Weltmeisterschaften 1995, bei den Olympischen Spielen 1996 (nun für Armenien) und sogar bei den Weltmeisterschaften 1999 an, konnte allerdings keine Spitzenplatzierungen mehr erlangen.

## Sonstiges
- Israjel Militosjan ist der Cousin von Wartan Militosjan, Silbermedaillengewinner im Mittelgewicht bis 75 kg 1976 in Montreal.

## Persönliche Bestleistungen
- Reißen: 160,0 kg in der Klasse bis 67,5 kg 1989 in Athen.
- Stoßen: 187,5 kg in der Klasse bis 67,5 kg 1989 in Athen.
- Zweikampf: 347,5 kg (160,0/187,5 kg) in der Klasse bis 67,5 kg 1989 in Athen.